# 埃尔哈斯
埃尔哈斯，是西班牙埃斯特雷马杜拉卡塞雷斯省的一个市镇。总面积33平方公里，总人口1166人（2001年），人口密度35人/平方公里。